# Katja Thimm
Katja Thimm (* 15. Februar 1969 in Köln) ist eine deutsche Journalistin und Autorin.

## Leben
Thimm wuchs im Rheinland auf und studierte Politikwissenschaft, Romanistik, Neuere Geschichte sowie Öffentliches Recht in Bonn, Paris und Hamburg. Nach ihrem Diplom absolvierte sie ein Hörfunk- und Fernsehvolontariat beim Norddeutschen Rundfunk und wurde anschließend an der Henri-Nannen-Schule aufgenommen. Während der dortigen Ausbildung war sie als freie Mitarbeiterin der Kultur- und Wissenschaftsredaktion des NDR-Fernsehens tätig – unter anderem in der „Redaktion Kulturmagazine“.
Nach Beendigung des Lehrgangs arbeitete Thimm als Redakteurin im Auslandsressort des Stern, bevor sie im Jahr 2000 zum Spiegel wechselte. Dort war sie zunächst als Redakteurin im Wissenschaftsressort angestellt; seit 2009 ist sie Reporterin für das Kulturressort. Darüber hinaus ist Thimm auch Dozentin im Masterstudiengang Journalismus der Hamburg Media School.

## Auszeichnungen
- 2003: Medienpreis „Im Zentrum der Mensch“
für: Guten Morgen, liebe Zahlen. In: Der Spiegel. Nr. 27, 2002 (online).
- 2009: Henri-Nannen-Preis für die beste Reportage (Egon-Erwin-Kisch-Preis)
für: Rolf, ich und Alzheimer. In: Der Spiegel. Nr. 26, 2008 (online).
- 2011: Otto-Brenner-Preis Spezial
für: Vaters Zeit. In: Der Spiegel. Nr. 15, 2011 (online).
- 2012: Evangelischer Buchpreis
für: Vatertage. Eine deutsche Geschichte

## Publikationen
- Die politische Kommunikation Jean-Marie LePens. Bedingungen einer rechtspopulistischen Öffentlichkeit. Peter Lang, Frankfurt am Main 1999, ISBN 978-3-631-33166-8.
- Das bedingungslose Grundeinkommen – Kollaps oder Reanimation des Sozialstaates? Tectum, Marburg 2010, ISBN 978-3-8288-2301-3.
- Vatertage. Eine deutsche Geschichte. S. Fischer, Frankfurt am Main 2011, ISBN 978-3-10-076903-9.